# Italo-Brazilianen
Italo-Brazilianen (Italiaans: Italobrasiliano, Portugees: Ítalo-brasileiro) zijn in Brazilië woonachtige personen van Italiaanse komaf. Naar schatting zijn er zo’n 31 miljoen Brazilianen, die afstammen van 1,4 miljoen Italiaanse voorouders (ongeveer 18% van de bevolking). Het is de grootste groep Italianen buiten het moederland. 
Van de 31 miljoen afstammelingen zijn er tussen de 3,5 tot 4,5 miljoen die zichzelf ook met de Italiaanse cultuur identificeert. Italianen zijn al sinds de Renaissance aanwezig in Brazilië, toen Genuese zeevaarders en kooplieden zich al in de eerste helft van de zestiende eeuw in het koloniale gebied vestigden. 
Na het einde van de slavernij in de helft van de negentiende eeuw kwam er een grote golf van emigratie op gang in Italië, ongeveer een miljoen emigreerde naar Brazilië. 
70% van de emigranten vestigden zich in de staat São Paulo. Net als de Italo-Argentijnen spraken de meesten een regionale taal en niet het standaard-Italiaans, waardoor deze taal zich niet doorzette in het land en de emigranten ook Portugees leerden. Evenwel heeft het Italiaans enkele invloeden op het gesproken Portugees. 

## Galerij
Bekende Italo-Brazilianen:

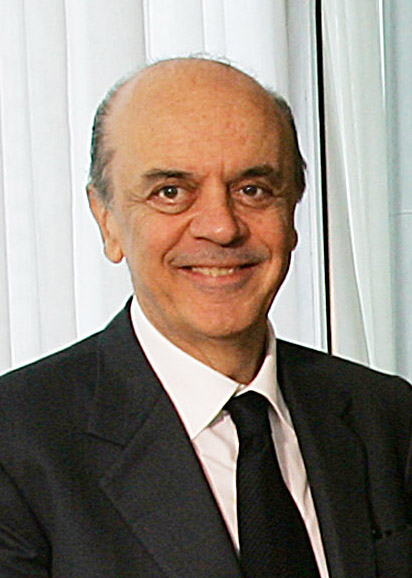
José Serra
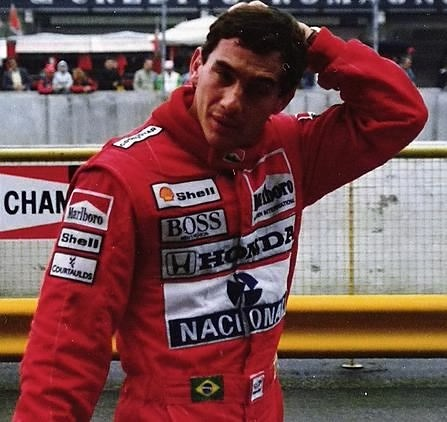
Ayrton Senna
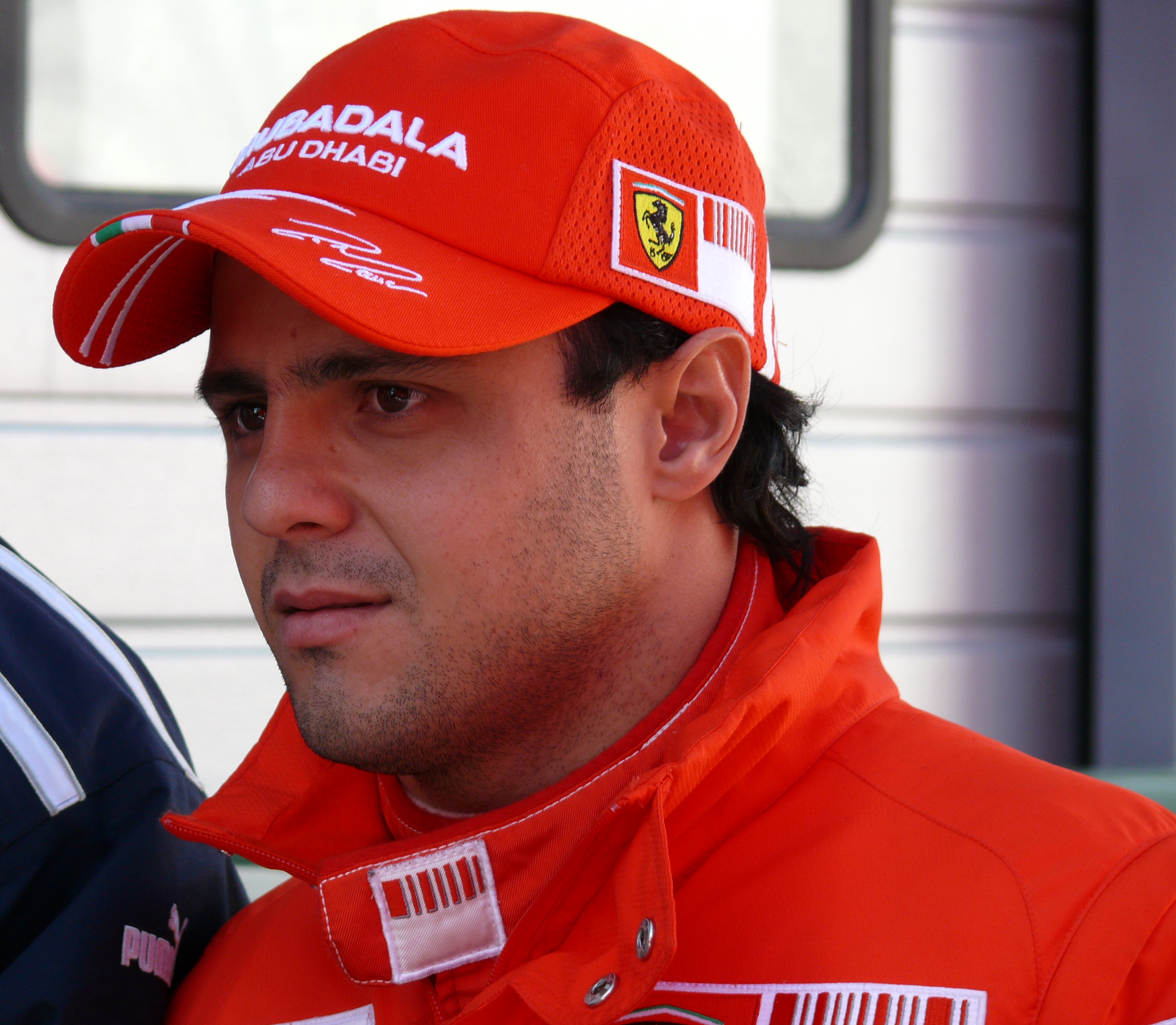
Felipe Massa
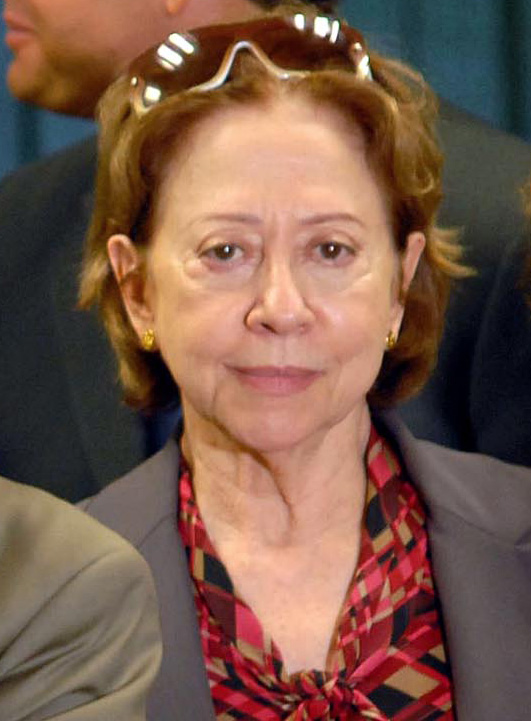
Fernanda Montenegro
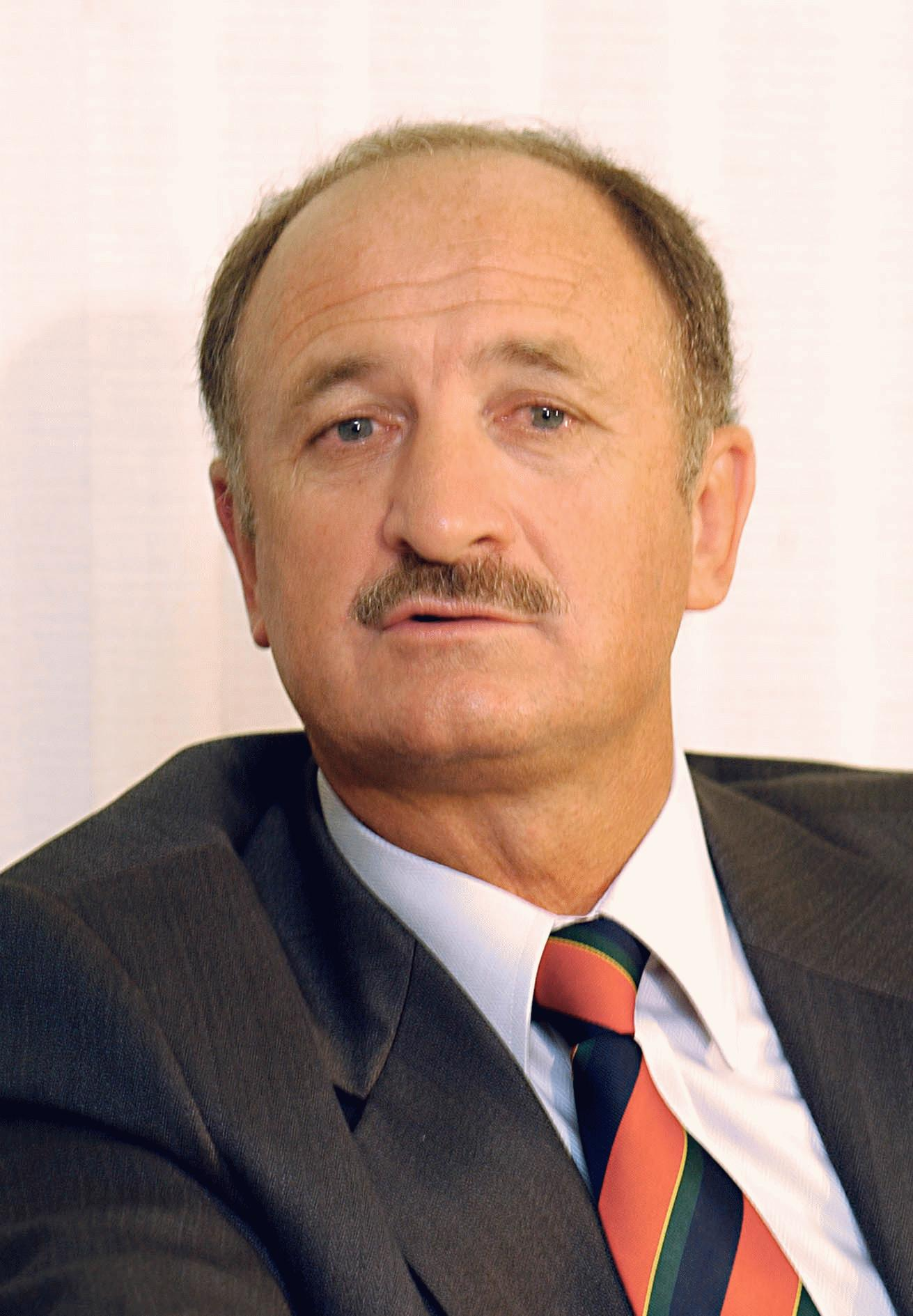
Luiz Felipe Scolari
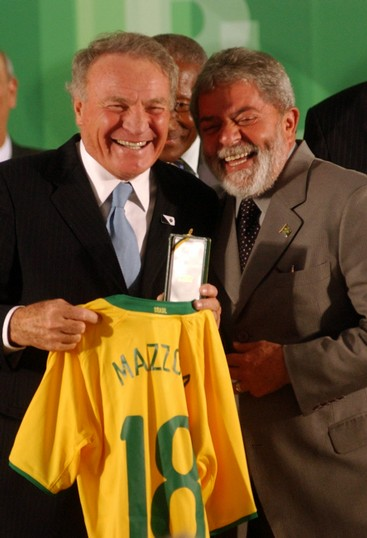
José Altafini
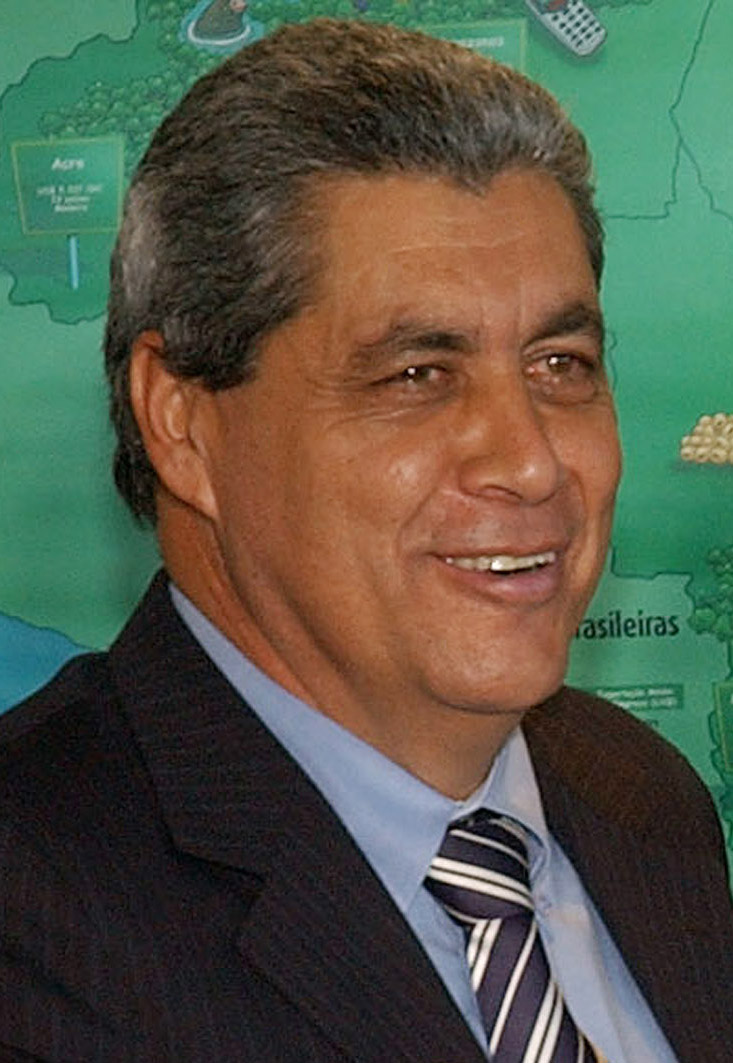
André Puccinelli